# 14582 Conlin
14582 Conlin è un asteroide della fascia principale. Scoperto nel 1998, presenta un'orbita caratterizzata da un semiasse maggiore pari a 2,2555000 UA e da un'eccentricità di 0,1709427, inclinata di 5,36338° rispetto all'eclittica.